# Rongy élet
A Rongy élet (Sordid Lives) Del Shores rendező független filmje, egy poros texasi városkában játszódó keserű humorú vígjáték egy széteső családról. A szabad szájú, helyenként botrányos filmben Beau Bridges egy koros és túlsúlyos transzvesztitát, Olivia Newton-John pedig egy börtönviselt, tetovált, mindig rágózó, leszbikus bárénekesnőt alakít. 2008-ban egy évad erejéig tévésorozat formájában folytatásra került. A mozifilm filmzenei albuma CD változat, a tévésorozat dalai MP3 letölthető formában jelentek meg.

## Szereplők
| Karakter                  | Színész              | Szinkronhang    |
| ------------------------- | -------------------- | --------------- |
| Bitsy Mae Harling         | Olivia Newton-John   |                 |
| Ty Williamson             | Kirk Geiger          | Hujber Ferenc   |
| Juanita Barlett           | Sarah Hunley         | Tóth Judit      |
| Wardell "Bubba" Owens     | Newell Alexander     | Konrád Antal    |
| G.W. Nethercott           | Beau Bridges         | Rosta Sándor    |
| Odell Owens               | Earl Houston Bullock | Versényi László |
| Sissy Hickey              | Beth Grant           | Hámori Ildikó   |
| Noleta Nethercott         | Delta Burke          | Orosz Anna      |
| Earl "Brother Boy" Ingram | Leslie Jordan        | Barbinek Péter  |
| Bumper                    | Mitch Carter         |                 |
| Latrelle Williamson       | Bonnie Bedelia       | Kovács Nóra     |
| Sara Kaufman              | Sharron Alexis       | Zakariás Éva    |
| LaVonda DuPree            | Ann Walker           | Kocsis Mariann  |
| Ethel                     | Mary Margaret Lewis  |                 |
| Dr. Eve Bolinger          | Rosemary Alexander   | Molnár Zsuzsa   |

## Filmzenei album
Varese Sarabande Records 066257
Az album a dalokon felül szöveges részleteket is tartalmaz a filmből
- Sordid Lives – Olivia Newton-John
- Opening – George S. Clinton
- Trash Talk – Delta Burke & Beth Grant
- Better A Painful Ending, Than An Endless Pain – Bobbie Eakes with the Doo Wah Riders
- Blue Country – George S. Clinton
- Tallywhacker Talk – Kirk Geiger, Bonnie Bedelia, Beth Grant
- Truth Talk – Bonnie Bedelia, Ann Walker, Beth Grant
- Will The Circle Be Unbroken – Olivia Newton-John
- Ty's Theme – George S. Clinton
- Someone To Grow Young With – Kacey Jones
- No Fault Love – Kacey Jones
- S**t Talk – Beau Bridges, Earl H. Bullock
- Get Off The Cross, We Need The Wood – J. Scott Jones with the Doo Wah Riders
- Cheatin' – Newell Alexander
- Break Out Talk – Newell Alexander, Leslie Jordan, Rosemary Alexander, Mitch Carter, Mary Margaret Lewis
- Please Don't Be Gay – Sharron Alexis
- Mother Son Talk – Kirk Geiger, Bonnie Bedelia
- Coming Home – Olivia Newton-John
- In Daddy's Eyes – George S. Clinton
- Tex Mex – George S. Clinton
- Funeral Talk – Olivia Newton-John
- Just As I Am – Olivia Newton-John
- Transvestite Talk – Ann Walker, Beth Grant, Bonnie Bedelia, Kirk Geiger, Beau Bridges, Leslie Jordan, Olivia Newton-John
- Just As I Am (conclusion) – Olivia Newton-John
- Mama Talk – Leslie Jordan
- Sordid Lives (reprise) – Olivia Newton-John
- Trust Yourself – Olivia Newton-John

## A tv-sorozat dalai
A dalok csak letölthető MP3 album formájában jelentek meg
- Sordid Lives Theme – Olivia Newton-John 3:07
- So Bad – Olivia Newton-John 2:58
- None of My Business Olivia Newton-John 3:17
- You Look Like a Dick to Me – Olivia Newton-John 1:38
- Jack Daniels – Olivia Newton-John 3:37
- Slow Burn – Olivia Newton-John 4:18
- I Don't Want to Play House – Georgette Jones 2:39
- I Still Believe in Fairy Tales – Georgette Jones 2:22
- Precious Memories – Georgette Jones 2:43
- You Done Me Wrong – Sean Wiggins & Lone Goat 3:19
- I Could Get Over Him – Kacey Jones 4:29
- Joyful Sound – Debby Holiday 4:03